# Gustav Anton von Wietersheim
Gustav Anton von Wietersheim (* 11. Februar 1884 in Breslau; † 25. April 1974 in Göttingen) war ein deutscher General der Infanterie und Kommandierender General des XIV. Panzerkorps im Zweiten Weltkrieg.

## Leben
Gustav Anton von Wietersheim trat nach dem Besuch der Kadettenanstalt 1902 als Fähnrich in die Preußische Armee ein und avancierte 1903 zum Leutnant im Königin Augusta Garde-Grenadier-Regiment Nr. 4.
Zu Beginn des Ersten Weltkriegs wurde er zum Hauptmann befördert. 1917 wurde er zum Großen Generalstab kommandiert und in der Folge im Divisionsstab der 3. Division sowie im Generalstab des XXV. Reserve-Korps eingesetzt. Für sein Wirken erhielt er beide Klassen des Eisernen Kreuzes, das Ritterkreuz des Königlichen Hausordens von Hohenzollern mit Schwertern, den  Bayerischen Militärverdienstorden IV. Klasse mit Schwertern und das Braunschweiger Kriegsverdienstkreuz II. Klasse sowie den Orden der Eisernen Krone und das Österreichische Militärverdienstkreuz III. Klasse mit der Kriegsdekoration.
Er wurde nach Kriegsende in die Reichswehr übernommen und 1925 zum Major befördert. Es folgte die Kommandierung ins Reichswehrministerium, wo er in der Heeres-Ausbildungs-Abteilung (T 4) im Truppenamt verwendet wurde. Im Februar 1929 übernahm er ein Bataillon des 17. Infanterie-Regiments in Goslar und wurde 1930 zum Oberstleutnant befördert. 1932 wurde er Chef des Stabes der 3. Kavallerie-Division und 1933 als Oberst Chef des Stabes der 3. Division.
1934 wieder ins Reichswehrministerium versetzt, leitete er dort ein Jahr lang die Heeres-Abteilung (T 1). Nach der Umbenennung der Reichswehr in Wehrmacht 1935 wandelte sich die Dienststellenbezeichnung in „Oberquartiermeister I im Generalstab des Heeres“. 
Im April 1936 zum Generalleutnant befördert, wurde er im Oktober des gleichen Jahres von Erich von Manstein abgelöst und übernahm dafür die Führung der 29. Infanterie-Division.
Am 1. Februar 1938 wurde Wietersheim zum General der Infanterie befördert und übernahm Anfang April als Kommandierender General das neu aufgestellte XIV. motorisierte Armeekorps in Magdeburg. In seiner Funktion als General war er auch in direkte Diskussionen mit Hitler bezüglich einer Invasion der Tschechoslowakei involviert. Er nahm 1939 am Überfall auf Polen teil. Dort befehligte er die deutschen Truppen in der Schlacht bei Kock (2. bis 6. Oktober). Diese war die letzte Schlacht dieses Feldzugs. 1940 nahm er am Westfeldzug und 1941 am Balkanfeldzug teil. Für letzteren Einsatz wurde ihm am 20. April 1941 das Ritterkreuz des Eisernen Kreuzes verliehen. 
Mit Beginn des Krieges gegen die Sowjetunion am 22. Juni 1941 wurde sein Korps der Panzergruppe 1, später 1. Panzerarmee, der Heeresgruppe Süd unterstellt. Von Wietersheim war hier unter anderem an den Kesselschlachten von Uman und Kiew beteiligt. Im Winter 1941/42 verteidigte sein Korps Stellungen am Mius. Am 21. Juni 1942 wurde das Korps in XIV. Panzerkorps umbenannt und im August 1942 für den Angriff auf Stalingrad der 6. Armee unterstellt. Mitte September 1942 wurde Wietersheim von Hitler verabschiedet, weil er vorgeschlagen hatte, Stalingrad wieder aufzugeben. Er musste das XIV. Panzerkorps innerhalb von vierundzwanzig Stunden verlassen und wurde in die Führerreserve versetzt. Generalleutnant Hans-Valentin Hube wurde sein Nachfolger.
Eine weitere Verwendung erfolgte, abgesehen von einer kurzen Verwendung im Volkssturm, nicht mehr.
Er sagte nach Kriegsende als Zeuge bei den Nürnberger Prozessen aus.